# Les Agudes (Massís del Montseny)
Les Agudes són una muntanya de 1.705 metres que forma part del massís del Montseny. Són a cavall dels municipis d'Arbúcies, a la comarca de la Selva, i de Fogars de Montclús i de Montseny, a la comarca del Vallès Oriental. Va haver-hi l'accident aeri del Montseny del 1970.
Aquest cim està inclòs al llistat dels 100 cims de la FEEC.